# 凱利赫 (明尼蘇達州)
凱利赫（英語：Kelliher，/ˈkɛliər/ KEL-ee-ər）是一個位於美國明尼蘇達州貝爾特拉米縣的城市。

## 人口
根據2020年美國人口普查的數據，凱利赫的面積為5.86平方千米，當中陸地面積為5.70平方千米，而水域面積為0.16平方千米。當地共有人口258人，而人口密度為每平方千米44人。